# 伯靈頓商店股份
伯靈頓商店股份有限公司，簡稱伯靈頓商店股份，以及伯靈頓商店（英語：Burlington Stores, Inc.，：BURL），在1924年，由Monroe Milstein在美國新澤西州伯靈頓鄉鎮（總部）成立「伯靈頓外套廠貨倉店」。
在2006年，被貝恩資本以20.6億美元（159億港元）收購。
業務在美國銷售成衣、外套、鞋類、嬰兒衣類等。首席執行官為THOMAS A. KINGSBURY（湯瑪仕·京仕貝利）。
股份在2013年10月1日，再次於紐約證券交易所上市。招股價為17美元（130港元），配售股份為1330萬股，集資額為2.267億美元（18億港元）。

## 連結
- burlingtoncoatfactory.com（页面存档备份，存于）